# 171
| 171                |
| ------------------ |
| Dødsfald - Fødsler |
|                    |

| Gregoriansk kalender | 171 CLXXI               |
| Ab urbe condita      | 924                     |
| Armensk kalender     | I/T                     |
| Kinesiske kalender   | 2867 – 2868 庚戌 – 辛亥 |
| Etiopisk kalender    | 163 – 164               |
| Jødisk kalender      | 3931 – 3932             |
| Hindukalendere       |                         |
| - Vikram Samvat      | 226 – 227               |
| - Shaka Samvat       | 93 – 94                 |
| - Kali Yuga          | 3272 – 3273             |
| Iransk kalender      | 451 BP – 450 BP         |
| Islamisk kalender    | 465 BH – 464 BH         |

Se også 171 (tal)